# Tatiana Zachar Podolinská
Tatiana Zachar Podolinská z domu Krupová (ur. 24 lutego 1972 w Šaľa) – dyrektor Instytutu Etnologii i Antropologii Społecznej Słowackiej Akademii Nauk (ÚESA SAV). Studiowała historię, filozofię i religioznawstwo na Wydziale Filozoficznym Uniwersytetu Komeńskiego w Bratysławie. Od dawna zajmuje się problematyką Romów na Słowacji. Obecnie zajmuje się również problematyką religijności ludowej, religijności Romów, a także ikonografią religijną i mitologiami europejskimi.

## Życiorys
W latach 1995 i 1996 uczyła w liceum. W 1996 r. rozpoczęła pracę w Instytucie Etnologii i Antropologii Społecznej Słowackiej Akademii Nauk, gdzie była zaangażowana w liczne projekty badawcze. Uczestniczyła także w kilku konferencjach naukowych na Słowacji i za granicą. W latach 1997–2013 była redaktorem naczelnym czasopisma naukowego „Slovenský národopis”.
Swoje badania prowadziła na terenie Słowacji, we Włoszech, Francji, Szwecji, Meksyku i Gwatemali. Od 1998 roku wykłada na Uniwersytecie Masaryka w Brnie oraz na Wydziale Filozoficznym Uniwersytetu Komeńskiego w Bratysławie.

## Nagrody i wyróżnienia
Na podstawie:
- 2006 – Nagroda Książkowa Funduszu Literackiego za rok 2006 w kategorii prac o charakterze interdyscyplinarnym i encyklopedycznym
- 2007 – Pierwsze miejsce w konkursie Młody badacz SAV do 35 lat (3OV SAV)
- 2009 – Nagroda Wicepremiera i ministra edukacji Republiki Słowackiej w roku 2009

## Publikacje
Na podstawie:

### Monografie
- KRUPOVÁ, Tatiana – KOVÁČ, Milan: Správa o výskume religiozity študentov bratislavských vysokých škôl. Bratislava: Chronos 1993.
- PODOLINSKÁ, Tatiana – KOVÁČ, Milan: Lacandónci – poslední praví Mayovia. Bratislava: Chronos 2000.
- PODOLINSKÁ, Tatiana: „Religiozita v dobe neskorej modernity. Prípad Slovensko.“  In: Sociální studia, 2008, roč. 5, č. 3, s. 51 - 87 (opracowanie w ramach monografii).
- PODOLINSKÁ, Tatiana  –  HRUSTIČ, Tomáš: Boh medzi bariérami.  Sociálna inklúzia Rómov náboženskou cestou.  ÚEt SAV, Bytča: Coreta, 2010. ISBN 978-80-89027-34-7, 174 s. Dostępny online
- PODOLINSKÁ, Tatiana – HRUSTIČ, Tomáš: Religion as a Path to Change? The possibilities of Social Inclusion of the Roma in Slovakia. Bratislava : Friedrich Ebert Stiftung, Institute of Ethnology, 2011, ISBN 978-80-89149-20-9, 48 s. Dostępny online.
- PODOLINSKÁ, Tatiana – KRIVÝ, Vladimír – BAHNA, Miloslav: Religiozita: Slovensko a jeho susedia. In: Vladimír, Krivý (ed.): Ako sa mení slovenská spoločnosť. Bratislava : Sociologický ústav SAV, 2013, s. 187 - 265. ISBN 978-80-85544-82-4 (rozdział w ramach monografii)